# Маниловка (Полтавская область)
Маниловка (укр. Манилівка) — село,
Шиловский сельский совет,
Зеньковский район,
Полтавская область,
Украина.
Код КОАТУУ — 5321387805. Население по переписи 2001 года составляло 56 человек.

## Географическое положение
Село Маниловка находится на правом берегу реки Грунь,
выше по течению на расстоянии в 1 км расположено село Ступки,
ниже по течению примыкает село Шиловка,
на противоположном берегу — село Отрадовка.
Рядом проходит автомобильная дорога Т-1706.

## Происхождение названия
На территории Украины 2 населённых пункта с названием Маниловка.

## История
Есть на карте 1869 года